# Gynostemma pentaphyllum
Gynostemma pentaphyllum (Thunb.) Makino, også kaldet jiaogulan (kinesisk: 绞股蓝, Pinyin: jiǎogǔlán), eller på dansk teranke er en tvebo, urteagtig klatrende plante af Græskar-familien (Cucurbitaceae) udbredt i syd- og østasien. Teranke bliver brugt i traditionel kinesisk medicin og er siden blevet popoulær i vesten som naturlægemiddel.

## Historie
Carl Ludwig Blume, en fremtrædende botaniker, hvis far var tysk og mor var hollandsk, trådte i tjeneste ved Hortus Botanicus i Leiden, Holland, for at kortlægge planterne i Hollandsk Ostindien og rejste til Java i 1819. Under sit ophold der opdagede han mere end 700 planteslægter og cirka 2.400 arter, som tilhører 170 forskellige plantefamilier. Med det store antal nyligt opdagede planter er det forståeligt, at ikke alle hans opdagelser straks kunne indekseres og navngives tydeligt. En af de arter, han navngav, er Gynostemma pedata, som han beskrev i 1825.
Det er tydeligt, når man sammenligner karakteristika af bladene af G. pedata og G. pentaphyllum, at det drejer sig om samme art. Den var godt nok "opdaget" og beskrevet af Blume i 1825, men meget tidligere, i 1784, var planten blevet fundet i Japan og beskrevet af den svenske botaniker Carl Peter Thunberg, som gav den navnet Vitis pentaphylla. Meget senere overførte den japanske botaniker Tomitaro Makino præcis samme art til slægten Gynostemma og beholdt Thunbergs artnavn, hvorved den i 1902 fik navnet Gynostemma pentaphyllum.

## Galleri
- Ung G. pentaphyllum
- G. pentaphyllum stængel med blade og frøstande
- Bladudvikling